# Ararendá
Ararendá is een gemeente in de Braziliaanse deelstaat Ceará. De gemeente telt 11.186 inwoners (schatting 2009).
De gemeente grenst aan Nova Russas, Poranga, Ipueiras en Ipaporanga.